# 김해동부소방서
김해동부소방서(金海東部消防署, Gimhae Dongbu Fire Station)는 경상남도 김해시의 일부를 관할하는 경상남도 소방본부 산하의 소방서이다.
소방서장은 소방정으로 보한다.

## 연혁
- 1982년 12월 16일: 김해소방서 개서
- 1990년 3월 19일: 양산소방서 분리
- 2015년 7월 2일: 김해서부소방서 분리, 김해동부소방서로 변경

## 조직
| - 소방행정과 - 소방행정팀 - 예산장비팀 | - 예방안전과 - 안전지도팀 - 예방교육팀 - 민원팀 | - 119재난대응과 - 대응총괄팀 - 구조팀 - 구급팀 | 현장대응단 - 현장지휘팀 - 화재조사팀 |

## 관할센터 및 관할구역
김해동부소방서는 7개의 119안전센터와 1개의 구조대를 산하에 두고 있다.
| 명칭                     | 사진 | 주소                   | 관할구역 | 지역대 |
| ------------------------ | ---- | ---------------------- | --- | ------ |
| 삼정119안전센터          |      | 김해대로 2507          | 활천동, 삼안동, 불암동                                                                                             |        |
| 동상119안전센터          |      | 구지로 179             | 동상동, 회현동, 부원동                                                                                             |        |
| 내외119안전센터          |      | 내외로 77              | 내외동, 칠산서부동                                                                                                 |        |
| 상동119안전센터          |      | 상동면 상동로 637      | 상동면 |        |
| 생림119안전센터          |      | 생림면 봉림로 106      | 생림면 |        |
| 북부119안전센터          |      | 해반천로 166           | 북부동 |        |
| 대동119안전센터          |      | 대동면 동남로41번길 19 | 대동면 |        |
| 김해동부소방서 119구조대 |      | 김해대로 2507          | 경상남도 김해시 생림면, 상동면, 대동면, 동상동, 회현동, 부원동, 내외동, 북부동, 칠산서부동, 활천동, 삼안동, 불암동 |        |

## 사건사고
- 2013년 8월 17일 생림면 화재 진압 도중 소방관 1명이 순직하였다.[4]

## 같이 보기
- 대한민국 소방청
- 대한민국의 소방
- 대한민국 소방공무원